# Autofagia
 Ikke at forveskle med autofagi (nedbrydning af en celles bestanddele i dens lysosomer)
Autofagia eller Autosarcofagi (selv-kannibalisme; at fortære sin egen krop) er en meget sjælden adfærdsforstyrrelse, hvor man føler sig tvunget til at tilføje smerte på sig selv ved at bide og/eller fortære dele af sin krop. Forstyrrelsen ses undertiden hos personer med schizofreni, psykose og Lesch-Nyhan syndrom.
Autofagia klassificeres ikke som en psykisk forstyrrelse eller et symptom på psykisk forstyrrelse i Diagnostic and Statistical Manual of Mental Disorders (DSM), som udgives af American Psychiatric Association (APA), men klassificeres under DSMs Impulse-Control Disorders Not Elsewhere Classified. Majoriteten af individer, som lider af lidelsen føler ofte en spænding eller ophidselse inden, at vedkommende begår handlingen, og oplever efterfølgende behag, tilfredsstillelse eller lettelse efter, at handlingen er begået. Når handlingen er begået, kan personen ofte føle anger, selvbebrejdelse eller skyld.
En lignende opførsel er observeret hos laboratorierotter i eksperimenter ved rygmarvsskader og skader i det perifere nervesystem, hvor rotterne efter skaden kan ses slikke og efterfølgende bide i sine kløer og tåspidser, muligvis som en reaktion på fantomsmerter i lemmerne. I ekstreme tilfælde æder rotterne hele tæer eller til og med foden. Dyr reagerer negativt på bitter smag, og ved i forsøg at smøre et meget bittert præparat (en blanding af metronidazol og sårbehandlingsmidlet New Skin) på rotternes fødder, kunne denne form for selvskade begrænses.